# Dialecte de Weihai

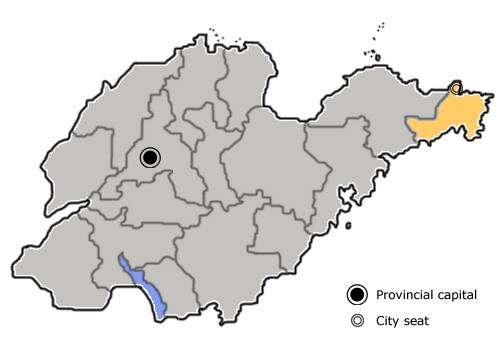
La ville de niveau préfectoral de Weihai (en jaune)

Le dialecte de Weihai (chinois simplifié : 威海话 ; chinois traditionnel : 威海話 ; pinyin : Wēihǎi yǔ) est un dialecte du mandarin jiaoliao parlé dans la région de Weihai, en la partie orientale du Shandong.